# Картман сосёт
«Картман сосёт» (англ. Cartman Sucks) — 2 эпизод 11 сезона (№ 155) сериала «Южный парк», премьера которого состоялась 14 марта 2007 года. Он посвящён скандалу вокруг американского проповедника Теда Хаггарда, прошедшего курс лечения в клинике для гомосексуалов.

## Сюжет
Картман приглашает друзей посмотреть фотографии. На снимках — спящий Баттерс, которому Картман мажет лицо кошачьим калом, суёт в рот тампон и вытворяет другие подобные мерзости. Тут появляется Баттерс — он пришёл в очередной раз переночевать у Картмана. Эрик говорит, что друзьям пора уходить, Кайл хочет предупредить Баттерса, но тот ничего не желает слушать — несмотря на то, что Эрик много раз злоупотреблял его доверием, Баттерс ему полностью доверяет. На следующее утро Картман показывает друзьям новую фотографию, на которой он берёт в рот половой член спящего Баттерса. Эрик заявляет, что Баттерс теперь гей. Но друзья объясняют ему, что геем стал сам Эрик. Картман в панике спрашивает, как это можно исправить. Стэн говорит, что никак, но Кайл утверждает, что если теперь Баттерс возьмёт в рот член Картмана, то Эрик перестанет быть геем. Картман верит и убегает искать Баттерса.
Баттерс играет у себя дома. Картман вбегает и на ходу придумывает план. Он заявляет, что у него есть потрясающий (В оригинале — «fucking») сюрприз для Баттерса, и тому надо закрыть глаза, встать на колени и открыть рот. Эрик завязывает ему глаза; Баттерс всё исполняет, только с уже завязанными глазами спрашивает, уж не собирается ли Эрик его разыграть и сунуть какую-нибудь дрянь ему в рот. Картман «клянётся жизнью матери», что нет. В самый последний миг в комнату Баттерса заглядывает его отец. Эрик убегает, а отец Баттерса в шоке — он уверен, что его сын — гей. Сначала он начинает кричать, но потом (возможно, вспомнив свой подобный опыт) говорит, что Баттерс просто «би-любознательный», и ему просто нужна небольшая помощь. Баттерс не понимает, о чём речь. Они идут к городскому священнику, отцу Макси, и тот советует отправить Баттерса в лагерь для «би-любознательных» мальчиков. Отец Баттерса уверен, что отправить сына в такое заведение — отличная идея.
Баттерс приезжает в лагерь для «би-любознательных» детей. Его встречает священник и собирается показать Баттерсу его комнату и соседа, который «обретает новую жизнь с помощью Иисуса Христа и молитвы». Но оказывается, что сосед Баттерса повесился. Священник не теряется и поспешно уводит Баттерса в столовую. По пути он сообщает своему помощнику, что «ещё один повесился». Перед детьми выступает пастор Филлипс, который раньше был «би-любознательным», но усердно молился и теперь «полностью исцелён», хотя и ведёт себя как классический американский гей. Во время его выступления один из детей стреляется. Новый сосед Баттерса по комнате попадается с каталогом мужского нижнего белья. В наказание их заставляют переписывать Евангелие. Когда Баттерс и Брэдли исполняют наказание, Брэдли говорит Баттерсу, что тот ему нравится. Баттерс, не понимая, что на самом деле имел в виду Брэдли, говорит, что он тоже ему нравится. Сосед Баттерса решает, что он неисправим, и убегает. Он хочет прыгнуть вниз с моста. Священники пытаются его отговорить, но ничего не выходит. Тогда Баттерс говорит, что раз уж Бог создал его «би-любознательным», значит Бог и сам, наверное, немного «би-любознательный», и в этом нет никакой катастрофы. Сосед Баттерса соглашается и передумывает прыгать. Отец Баттерса все ещё уверен, что его сын — «би-любознательный», но признаётся, что и он сам иногда такой же. Баттерс не понимает, о чём речь, но смущается.
Картман выясняет через интернет, что класть свой член в рот Баттерсу не нужно, зато можно просто уничтожить все доказательства своего гомосексуального поведения. Проблема в том, что Кайл, Стэн и Кенни видели фотографию. Картман уговаривает их никому не рассказывать, Кайл начинает его шантажировать. Тогда Эрик угрожает переделать снимок в фотошопе и заменить своё лицо на лицо Кайла. Но оказывается, что фотография пропала. Эрик обвиняет в этом Кайла, но Кайл говорит, что не брал фотографию. Картман заявляет в полицию о краже фотоснимка. Для этого ему приходится описать фотографию. Эрик заявляет, что спал, когда некто положил член ему в рот, хотя «может показаться, что Эрик при этом смотрит в камеру и показывает большой палец». Понимая, что это не сработает, Картман рассказывает своей матери, Лиэн, что «поскользнулся, упал и случайно взял в рот член Баттерса, Кайл заснял это и теперь покажет фотографию всем в школе». Лиэн решает поговорить с матерью Кайла, но из этого ничего не выходит. Тогда у Картмана остается один выход — отпечатать ещё одну фотографию с негатива и первым показать её в школе, чтобы Кайл не смог этого сделать раньше, и таким образом лишить его удовольствия опозорить Эрика. В классе Картман показывает всем фотографию, на которой он держит во рту член Баттерса. Эрик заявляет, что таким образом он протестует против войны в Ираке. В этот момент входит мистер Мэки. Оказывается, что мать Картмана нашла пропавшую фотографию у Эрика под столом.

## Отзывы
IGN оценил эпизод на 9 из 10 баллов, заявив: «Всякий раз, когда „Южный Парк“ строит эпизод вокруг поступков Картмана, он получается очень хорошим. Одним из лучших примеров этого является эпизод «Скотт Тенорман должен умереть». В этом классическом эпизоде наивность Картмана привела его к беде. То же самое происходит и здесь, когда его шалость приводит к непредсказуемым последствиям и влечёт за собой ещё большие неприятности, когда Картман верит рассуждениям Кайла об отмене своей ориентации».
TV Squad назвал эпизод неплохим и отметил линию Баттерса в лагере для мальчиков.

## Пародии
- Сосед Баттерса напоминает Билли Биббита из фильма «Пролетая над гнездом кукушки».
- Пастор Филлипс — пародия на проповедника Теда Хаггарда.